# Pfaffenberg (Vielitz)
Der Pfaffenberg (672 m ü. NN) ist ein bewaldeter Granitberg nordwestlich der Ortschaft Vielitz, eines Gemeindeteils der Stadt Selb im Fichtelgebirge (Nordostbayern). Der Berg liegt unmittelbar westlich der B 15 zwischen Selb und Schönwald sowie der A 93 Regensburg – Hof.
Der Flurname „Pfaffenholz am Pernstein“ tauchte 1499 im Landbuch der Sechsämter auf und deutet auf eine ehemalige Siedlung hin. Am Nordhang des Berges verläuft der Hauptwanderweg Nordweg des Fichtelgebirgsvereins.

## Kleindenkmal
Am Ostfuß des Berges, direkt an der B 15, steht ein Steinkreuz aus Granit, das mehrmals wegen Straßenbaumaßnahmen versetzt wurde. Es liegen mehrere Erläuterungen für die Entstehung des Steinkreuzes vor.

## Karten
- Topografische Karte des Bayerischen Landesvermessungsamtes 1:25.000, Nr. 5838
- Fritsch Wanderkarte Nr. 106 (Umgebungskarte) 1:35.000, 2. Auflage